# 中心三角形數
中心三角形數是可以透過圍繞中心一點排成三角形的中心多邊形數。第{\displaystyle n}個中心三角形數可用公式{\displaystyle (3n^{2}+3n+2)/2}求得。首幾項為：1，4，10，19，31，46，64，85，109...（OEIS:A005448）
由10開始，每個中心三角形數都是3個連續一般三角形數之和。每個中心三角形數除以3均餘1，且其商是前一個一般三角形數。
首{\displaystyle n}個中心三角形數之和是{\displaystyle n\times n}的幻方常數。